# جامعه رادیولوژی آمریکای شمالی

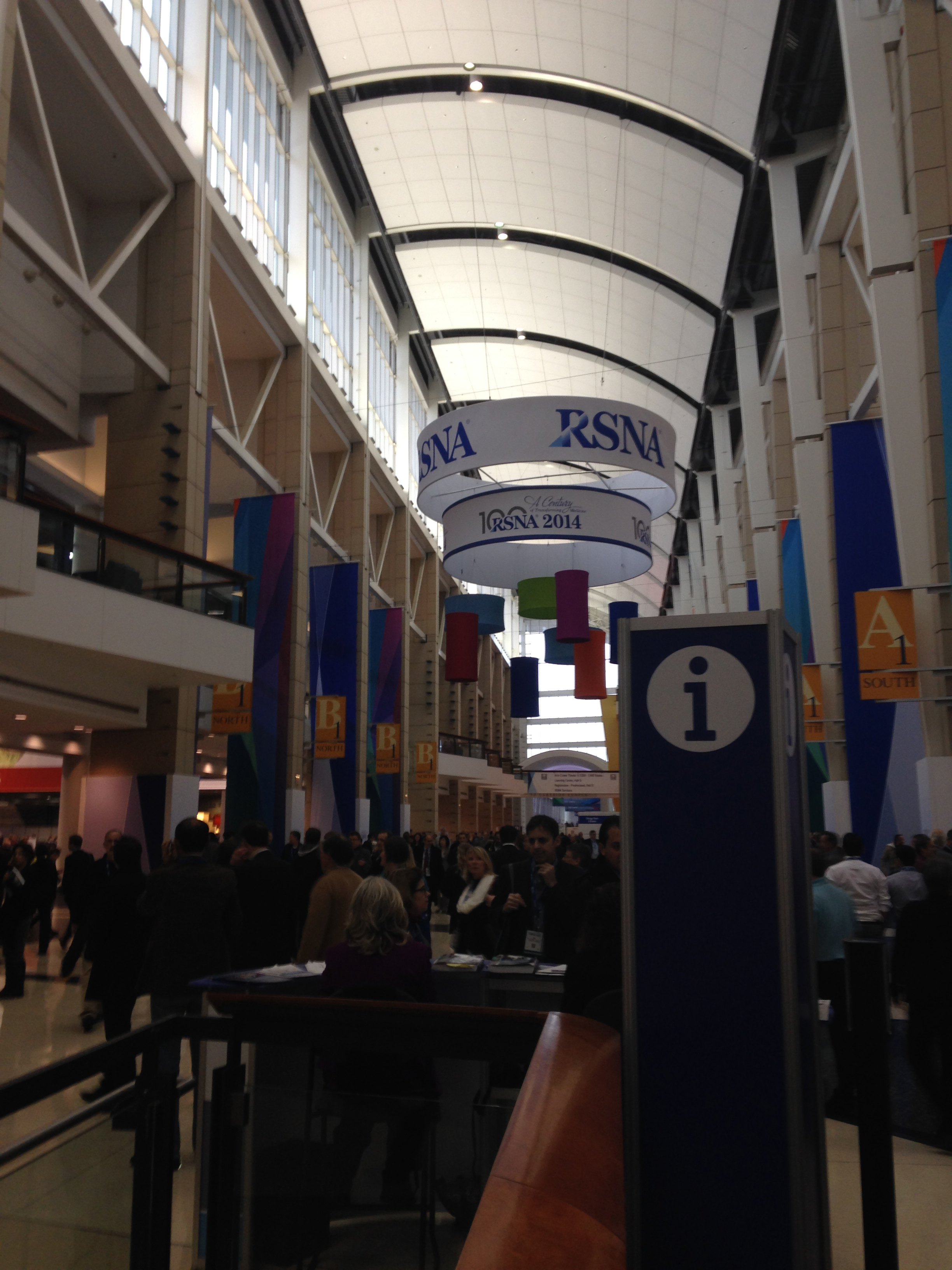

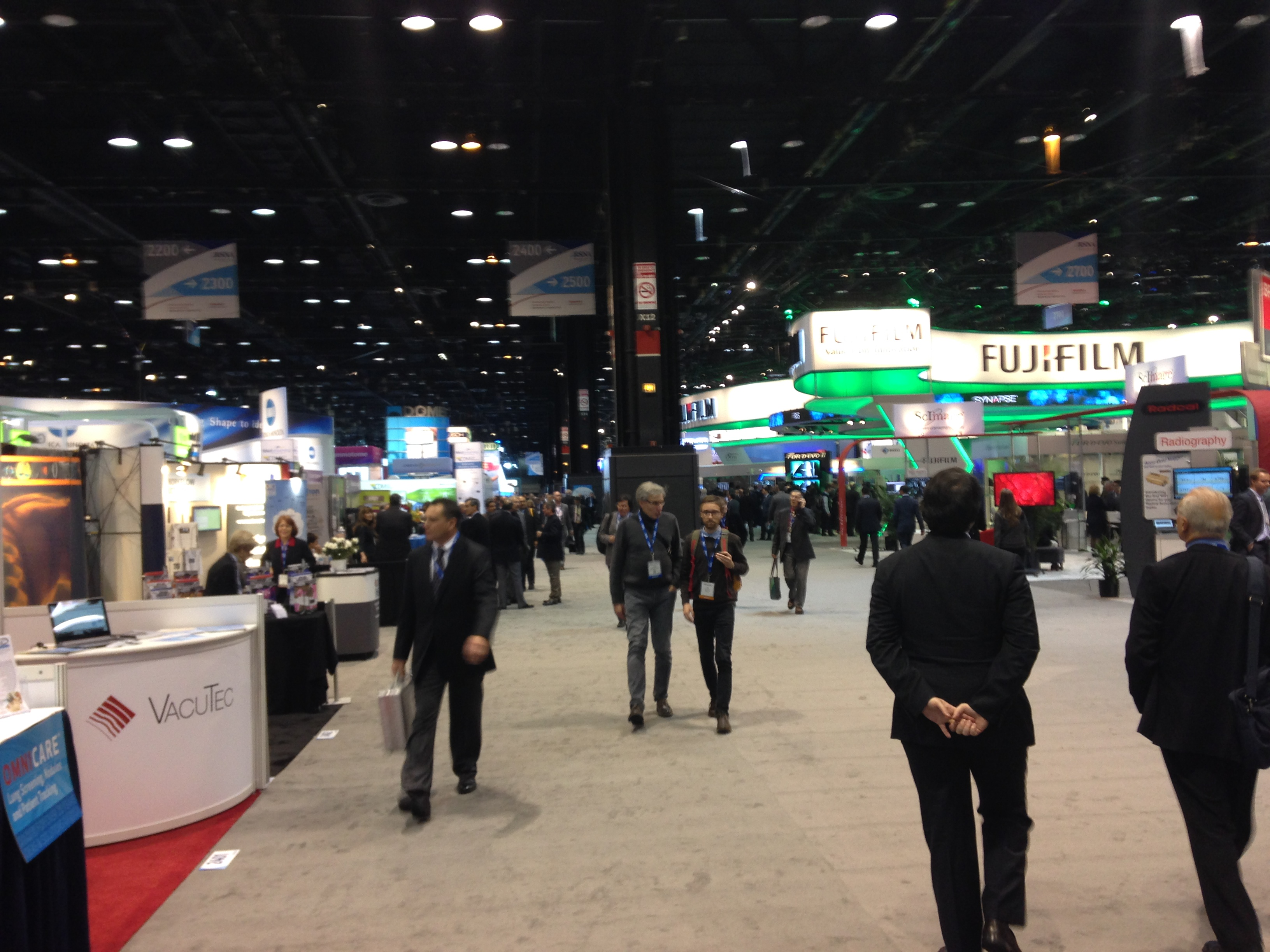

جامعه رادیولوژی آمریکای شمالی (به انگلیسی: Radiological Society of North America) مشهور به آر اس ان ای (به انگلیسی: RSNA) تأسیس ۱۹۱۹، بزرگ‌ترین سازمان حرفه‌ای قاره آمریکای شمالی در زمینه دانش پرتوشناسی است.
این انجمن بزرگترین گردهمایی پرتوشناسی در جهان را هر ساله در شهر شیکاگو در ماه نوامبر برگزار می‌کند. در گردهمایی سال ۲۰۱۳، ۵۴۰۰۰ متخصص شرکت کردند.
این انجمن در سال ۲۰۰۸ بیش از ۴۲۰۰۰ عضو داشت، و مرکز آن در ایلینوی است.

## جستارهای دیگر
- کمیسیون اعتباری برنامه‌های آموزشی فیزیک پزشکی
- رادیولوژی (ژورنال)
- کالج رادیولوژی آمریکا